# Lindström, Minnesota
Lindström (fram till 2015 stavat Lindstrom) är en ort i Chisago County i delstaten Minnesota i USA. År 2020 var antalet invånare 4 888 personer.

## Historik
Staden grundlades 1850 av Daniel Lindström från Hassela i Hälsingland. Invånarna består till stor del av ättlingar till svenska immigranter, och en del äldre människor i Lindström kan fortfarande tala svenska. Vilhelm Moberg åkte hit för att samla material innan han skrev romanen Utvandrarna, och varje år firas här Karl Oskar Days, som är döpt efter romanens huvudperson.
År 1994 restes en staty på torget i centrala Lindström föreställande "Karl-Oskar och Kristina", uppenbart inspirerad av Axel Olssons Utvandrarmonumentet i Karlshamn.
Orten bytte namn i april 2015, från Lindstrom till Lindström. Detta skedde efter att delstatsguvernören ändrat en delstatlig regel som tidigare endast tillät "standardbokstäver" i ortsnamn. Namnändringen skedde för att bättre hedra stadens svenska ursprung.

## Samhället
Många affärer i Lindström bär svenska namn och svenska flaggor hänger i fönsterrutorna. Det finns även ett "The Swedish Inn" som dagligen serverar köttbullar med lingonsylt.

### Vänorter
- Tingsryds kommun, Sverige